# Třída Atlanta
Třída Atlanta byla třída lehkých křižníků amerického námořnictva z období druhé světové války. Křižníky byly původně projektovány jako vůdčí lodě torpédoborců, ale nakonec se z nich staly efektivní protiletadlové křižníky, sloužící k protiletadlové obraně svazů amerických letadlových lodí. Celkem bylo postaveno 11 jednotek této třídy. Ve službě byly v letech 1941–1956. Za druhé světové války byly dva křižníky potopeny. Ostatní byly do roku 1956 vyřazeny.

## Stavba

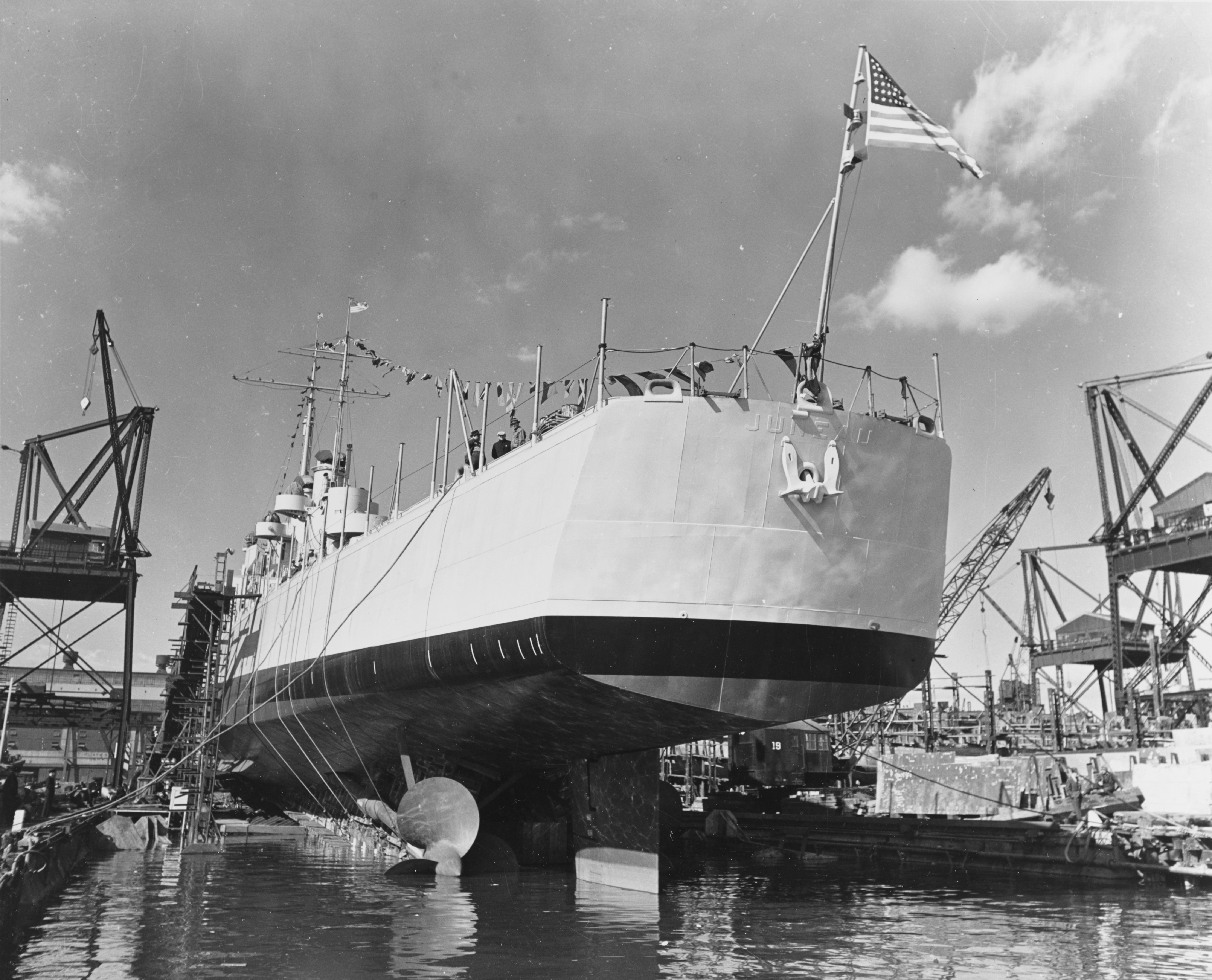
USS Juneau (CL-52) před spuštěním na vodu

Průkopníky ve stavbě protiletadlových křižníků byly Britové, kteří pro Royal Navy nejprve přestavěly několik prvoválečných lehkých křižníků třídy C a v letech 1940–1942 postavily šestnáct protiletadlových křižníků třídy Dido, vyzbrojených deseti 132mm kanóny. Britské zkušenosti s loděmi této kategorie se odrazily v americké konstrukci, která však byla výrazně větší a lépe vyzbrojená.
Celkem bylo postaveno 11 křižníků této třídy. Na stavbě se podílely loděnice Federal Shipbuilding and Drydock Company v Kearny, loděnice Bethlehem Steel Corp. ve Fore River v Quincy a San Francisku.
Jednotky třídy Atlanta:
| Jméno                 | Loděnice                       | Založení kýlu      | Spuštěna          | Vstup do služby    | Poznámka                                                                                      |
| --------------------- | ------------------------------ | ------------------ | ----------------- | ------------------ | --------------------------------------------------------------------------------------------- |
| USS Atlanta (CL-51)   | Federal Shipbuilding           | 22. dubna 1940     | 6. září 1941      | 24. prosince 1941  | Potopen 13. listopadu 1942 v bitvě u Guadalcanalu                                             |
| USS Juneau (CL-52)    | Federal Shipbuilding           | 27. května 1940    | 25. října 1941    | 14. února 1942     | Poškozen 13. listopadu 1942 v bitvě u Guadalcanalu, následně potopen japonskou ponorkou I–26. |
| USS San Diego (CL-53) | Bethlehem Steel, Fore River    | 27. března 1940    | 26. července 1941 | 10. ledna 1942     | Vyřazen 1946, sešrotován 1960.                                                                |
| USS San Juan (CL-54)  | Bethlehem Steel, Fore River    | 15. května 1940    | 6. září 1941      | 28. února 1942     | Vyřazen 1946, sešrotován 1961.                                                                |
| USS Oakland (CL-95)   | Bethlehem Steel, San Francisco | 15. července 1941  | 23. října 1942    | prosinec 1942      | Vyřazen 1949, sešrotován 1959.                                                                |
| USS Reno (CL-96)      | Bethlehem Steel, San Francisco | 12. srpna 1941     | 23. prosince 1942 | 28. prosince 1943  | Vyřazen 1946, sešrotován 1962.                                                                |
| USS Flint (CL-97)     | Bethlehem Steel, San Francisco | 23. října 1942     | 25. ledna 1944    | 31. srpna 1944     | Vyřazen 1947, sešrotován 1966.                                                                |
| USS Tucson (CL-98)    | Bethlehem Steel, San Francisco | 23. prosince 1942  | 3. září 1944      | 3. února 1945      | Vyřazen 1949, sešrotován 1971.                                                                |
| USS Juneau (CL-119)   | Federal Shipbuilding           | 15. září 1944      | 15. července 1945 | 14. února 1946     | Vyřazen 1956, sešrotován 1962.                                                                |
| USS Spokane (CL-120)  | Federal Shipbuilding           | 15. listopadu 1944 | 22. září 1945     | 17. května 1946    | Vyřazen 1950, sešrotován 1973.                                                                |
| USS Fresno (CL-121)   | Federal Shipbuilding           | 12. února 1945     | 5. března 1946    | 27. listopadu 1946 | Vyřazen 1949, sešrotován 1966.                                                                |

## Konstrukce

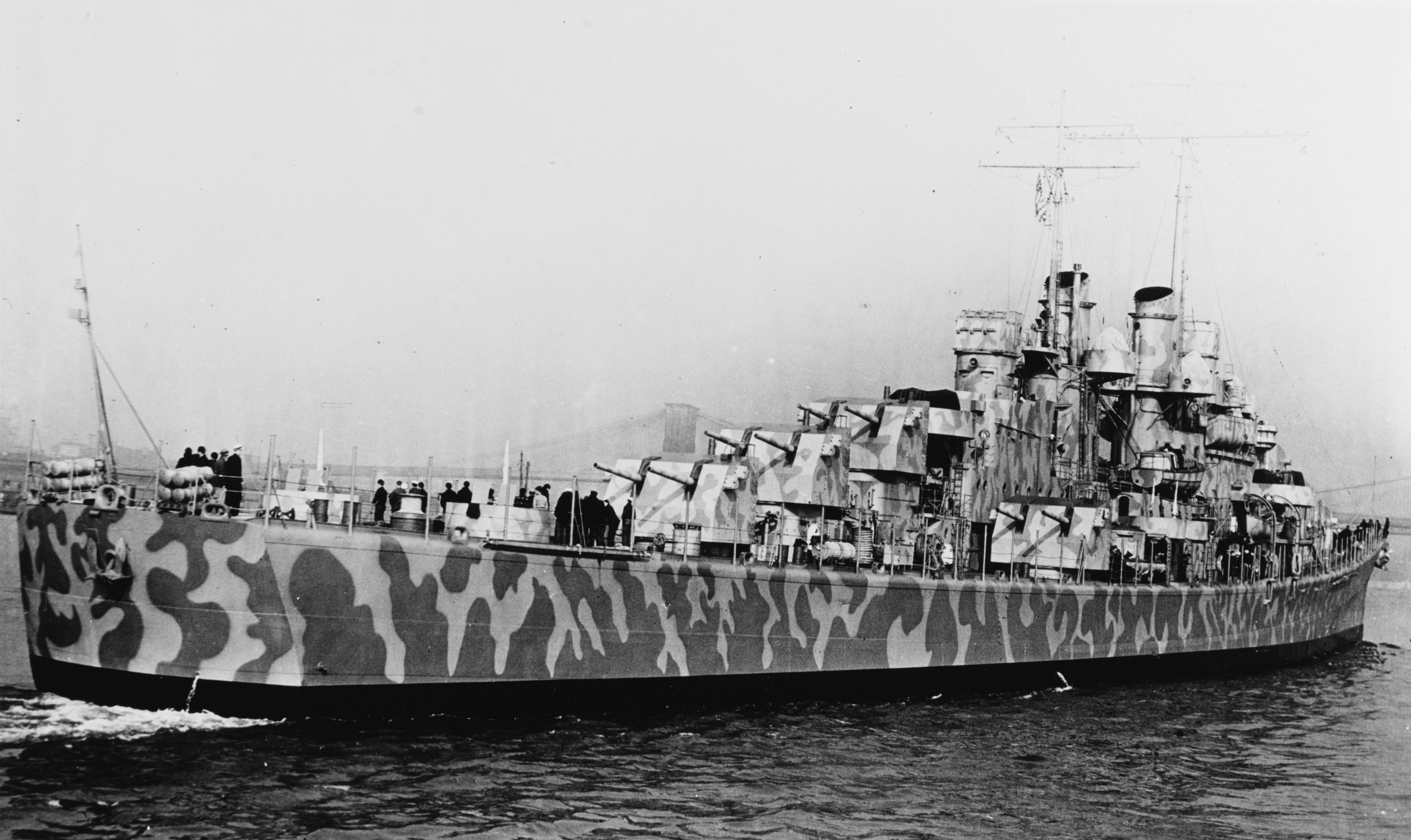
USS Juneau (CL-52) v únoru 1942

Pro výzbroj nových křižníků byly zvoleny 127mm kanóny Mk.12 umístěné na křižníky v počtu šestnácti kusů. Děla byla rozmístěna do osmi dvoudělových věží, podobných těm, které se později uplatnily u torpédoborců třídy Allen M. Sumner. Šest z nich se nacházelo v ose lodě po třech na přídi a na zádi, zatímco zbylé dvě byly v zadní části po stranách nástavby. Hlavní výzbroj doplňovalo dvanáct 28mm kanónů umístěných po třech až čtyřech hlavních. Později je nahradily účinnější 40mm kanóny Bofors. Výzbroj doplňovaly dva čtyřhlavňové torpédomety ráže 533 mm. U lodí, které následovaly po San Juan byly vypuštěny dvě boční dělové věže hlavní ráže.
Pancéřování křižníků bylo velice slabé. Jednalo se o boční pancéřový pás, který se z 88 mm ztenčoval až na 50 mm. Paluba měla tloušťku 50 mm, dělové věže 38 mm a stanoviště řízení palby 98 mm.
Pohonný systém skládající se ze čtyř kotlů Babcock & Wilcox a dvojice turbínových soustrojí Westinghouse, roztáčejících dva šrouby mohl lodi udělit rychlost až 33,6 uzlů.

## Operační nasazení

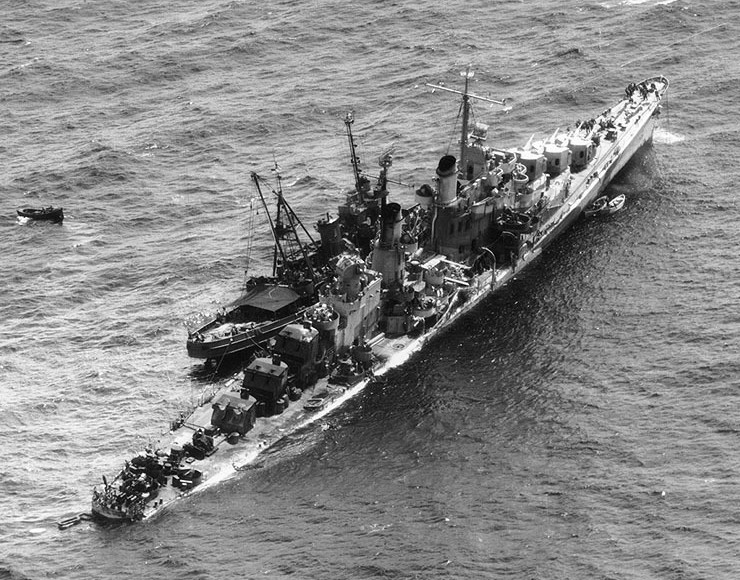
USS Reno (CL-96) poškozený dvěma torpédy vypuštěnými japonskou ponorkou I-41. Křižník se podařilo zachránit.

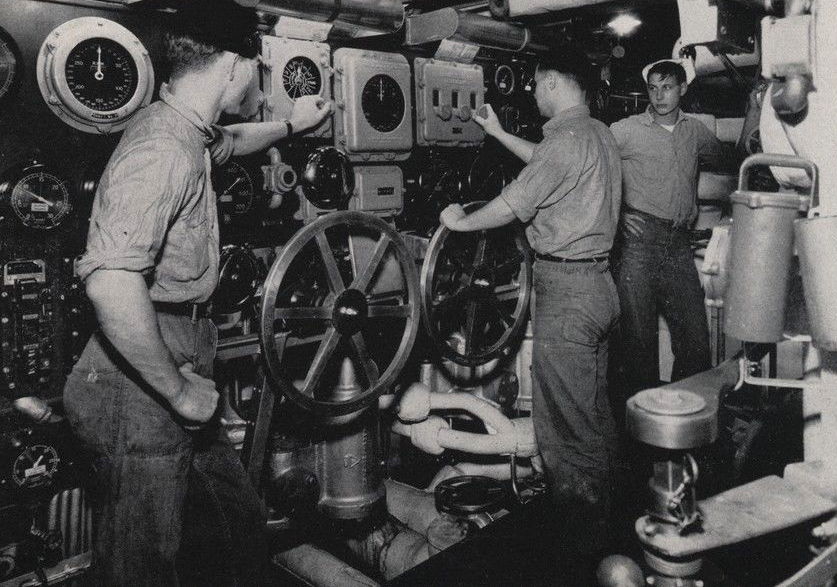
Strojovna křižníku USS Juneau (CL-119)

Všechny lodě bojovaly na pacifickém bojišti a sloužily především k ochraně svazů letadlových lodí. První série křižníků (Atlanta, Juneau, San Diego a San Juan) byla dokončena na přelomu let 1941–1942 a od počátku se zapojila do bojů v Pacifiku. Atlanta se zúčastnila bitvy u Midway a všechny čtyři se společně zapojily do bojů o ostrov Guadalcanal. Jednalo se o bitvu u Východních Šalomounových ostrovů, bitvu u ostrovů Santa Cruz a také o bitvu u Guadalcanalu, kde byla ztracena jak Atlanta, tak Juneau a to za velkých ztrát na životech posádky.
Druhá skupina lodí třídy skládající se z lodí Oakland, Reno, Flint a Tucson byla dokončena v rozmezí let 1943–1944. Stejně jako první skupina, se tyto lodě podílely na bojích v Pacifiku a především doprovázely svazy letadlových lodí.
Třetí skupinou lodí tvořily Juneau II, Spokane a Fresno, které byly dokončeny až po válce. U nich byla změna výzbroje největší, tvořilo ji 12 kusů 127mm děl, 32 kusů 40mm kanónů a 20 kusů 20mm kanónů, přičemž torpédomety už nebyly montovány.
Po válce docházelo u všech lodí k dílčím modernizacím, ale jako takové rychle zastarávaly, jelikož s nástupem proudových letounů a řízených střel se účinnost jejich kanónů rapidně snižovala. V jejich roli je nahradily raketové křižníky, které byly navíc schopné plnit daleko širší spektrum úkolů. Protiletadlové křižníky třídy Atlanta byly ze služby vyřazovány na sklonku 50. let a v průběhu 60. let skončily v hutích.